# Yamaha XT 550
La Yamaha XT 550 è una motocicletta prodotta dalla casa motociclistica giapponese Yamaha Motor dal 1982 al 1984

## Storia
Presentata a Iwata il 20 dicembre 1981, è stata prodotta per un periodo molto breve, dal 1982 al 1984 in un'unica serie, molto semplice esteticamente, la struttura è praticamente uguale al modello Yamaha XT 250 prima serie, come le sovrastrutture, ma con un serbatoio leggermente più squadrato, esattamente come il modello Yamaha XT 200 e Yamaha XT 400 che ne è la fotocopia.
A spingere la moto c'è un inedito motore  monocilindrico frontemarcia dalla cilindrata totale di 558 cm³ (con l'alesaggio da 92 mm e la corsa da 84), a quattro tempi raffreddato ad aria, con distribuzione a catena a 4 valvole.
Questo modello presenta molte modifiche, riprese da tutti i modelli successivi, tra cui la testata con 4 valvole, cui viene associata a una coppia di carburatori (sistema YDIS, ovvero Yamaha Dual Intake System): uno primario di tipo tradizionale, e un secondo a depressione che si aziona oltre 1/3 della corsa dell'acceleratore. Ciò crea una più lineare alimentazione ai bassi regimi e un passaggio migliore agli alti regimi. Innovativa è la sospensione posteriore, ora con monoammortizzatore di tipo De Carbon posizionato sotto il serbatoio, l'accensione elettronica con anticipo automatico a doppio captatore, e un sistema di sgancio rapido di tutta la fanaleria e strumentazione dell'avantreno per uso off-road.
A differenza della Yamaha XT 500, aveva l'accensione elettronica, una nuova testata, un contralbero di bilanciamento e un forcellone con un ammortizzatore centrale sotto il serbatoio come sulla Yamaha XT 250, nonché impianto elettrico a 12 V. Inoltre pesava circa 10 kg in meno. Dalla Yamaha XT 500, riprendeva ancora i freni a tamburo.
Il motore dell'XT 550 fece poi da base alla Yamaha XT 600.

## Caratteristiche tecniche
| Caratteristiche tecniche - Yamaha XT 550 - 1982 | Caratteristiche tecniche - Yamaha XT 550 - 1982                                                                                    | Caratteristiche tecniche - Yamaha XT 550 - 1982                                                                                    | Caratteristiche tecniche - Yamaha XT 550 - 1982                                                                                    | Caratteristiche tecniche - Yamaha XT 550 - 1982                                                                                    | Caratteristiche tecniche - Yamaha XT 550 - 1982                                                                                    |
| ----------------------------------------------- | --- | --- | --- | --- | --- |
|                                                 | | | | | |
| Dimensioni e pesi                               | | | | | |
| Ingombri (lungh.×largh.×alt.)                   | 2280 × 860 × 1180 mm | 2280 × 860 × 1180 mm | 2280 × 860 × 1180 mm | 2280 × 860 × 1180 mm | 2280 × 860 × 1180 mm |
| Altezze                                         | Sella: 860 mm - Minima da terra: 250 mm                                                                                            | Sella: 860 mm - Minima da terra: 250 mm                                                                                            | Sella: 860 mm - Minima da terra: 250 mm                                                                                            | Sella: 860 mm - Minima da terra: 250 mm                                                                                            | Sella: 860 mm - Minima da terra: 250 mm                                                                                            |
| Interasse: 1405 mm                              | Interasse: 1405 mm | Massa a vuoto: 134 kg | Massa a vuoto: 134 kg | Serbatoio: 11,4 l | Serbatoio: 11,4 l |
| Meccanica                                       | | | | | |
| Tipo motore: Monocilindrico a 4 tempi           | Tipo motore: Monocilindrico a 4 tempi                                                                                              | Tipo motore: Monocilindrico a 4 tempi                                                                                              | Tipo motore: Monocilindrico a 4 tempi                                                                                              | Raffreddamento: ad aria | Raffreddamento: ad aria |
| Cilindrata                                      | 558 cm³ (Alesaggio 92 × Corsa 84 mm)                                                                                               | 558 cm³ (Alesaggio 92 × Corsa 84 mm)                                                                                               | 558 cm³ (Alesaggio 92 × Corsa 84 mm)                                                                                               | 558 cm³ (Alesaggio 92 × Corsa 84 mm)                                                                                               | 558 cm³ (Alesaggio 92 × Corsa 84 mm)                                                                                               |
| Distribuzione: SOHC                             | Distribuzione: SOHC | Distribuzione: SOHC | Alimentazione: due carburatori TK da 26 mm: primario tradizionale, secondario a depressione (sistema YDIS)                         | Alimentazione: due carburatori TK da 26 mm: primario tradizionale, secondario a depressione (sistema YDIS)                         | Alimentazione: due carburatori TK da 26 mm: primario tradizionale, secondario a depressione (sistema YDIS)                         |
| Potenza: 38 CV (28 kW) a 6.500 giri/min         | Potenza: 38 CV (28 kW) a 6.500 giri/min                                                                                            | Coppia: 4,5 kgm a 5.000 giri/min                                                                                                   | Coppia: 4,5 kgm a 5.000 giri/min                                                                                                   | Rapporto di compressione: 8,5:1 | Rapporto di compressione: 8,5:1 |
| Frizione: dischi multipli in bagno d'olio       | Frizione: dischi multipli in bagno d'olio                                                                                          | Frizione: dischi multipli in bagno d'olio                                                                                          | Cambio: 5 marce a pedale (sempre in presa)                                                                                         | Cambio: 5 marce a pedale (sempre in presa)                                                                                         | Cambio: 5 marce a pedale (sempre in presa)                                                                                         |
| Accensione                                      | elettronica Nippodenso con anticipo automatico elettronico                                                                         | elettronica Nippodenso con anticipo automatico elettronico                                                                         | elettronica Nippodenso con anticipo automatico elettronico                                                                         | elettronica Nippodenso con anticipo automatico elettronico                                                                         | elettronica Nippodenso con anticipo automatico elettronico                                                                         |
| Trasmissione                                    | primaria a ingranaggi a denti dritti; secondaria a catena                                                                          | primaria a ingranaggi a denti dritti; secondaria a catena                                                                          | primaria a ingranaggi a denti dritti; secondaria a catena                                                                          | primaria a ingranaggi a denti dritti; secondaria a catena                                                                          | primaria a ingranaggi a denti dritti; secondaria a catena                                                                          |
| Avviamento                                      | a pedale | a pedale | a pedale | a pedale | a pedale |
| Ciclistica                                      | | | | | |
| Telaio                                          | monotrave a culla aperta | monotrave a culla aperta | monotrave a culla aperta | monotrave a culla aperta | monotrave a culla aperta |
| Sospensioni                                     | Anteriore: Forcella idropneumatica da 38 mm / Posteriore: Forcellone oscillante e monoammortizzatore con regolazione del precarico | Anteriore: Forcella idropneumatica da 38 mm / Posteriore: Forcellone oscillante e monoammortizzatore con regolazione del precarico | Anteriore: Forcella idropneumatica da 38 mm / Posteriore: Forcellone oscillante e monoammortizzatore con regolazione del precarico | Anteriore: Forcella idropneumatica da 38 mm / Posteriore: Forcellone oscillante e monoammortizzatore con regolazione del precarico | Anteriore: Forcella idropneumatica da 38 mm / Posteriore: Forcellone oscillante e monoammortizzatore con regolazione del precarico |
| Freni                                           | Anteriore: a tamburo Ø 150 mm / Posteriore: a tamburo Ø 150 mm                                                                     | Anteriore: a tamburo Ø 150 mm / Posteriore: a tamburo Ø 150 mm                                                                     | Anteriore: a tamburo Ø 150 mm / Posteriore: a tamburo Ø 150 mm                                                                     | Anteriore: a tamburo Ø 150 mm / Posteriore: a tamburo Ø 150 mm                                                                     | Anteriore: a tamburo Ø 150 mm / Posteriore: a tamburo Ø 150 mm                                                                     |
| Pneumatici                                      | anteriore da 3.00-21"; posteriore da 4.60-18"                                                                                      | anteriore da 3.00-21"; posteriore da 4.60-18"                                                                                      | anteriore da 3.00-21"; posteriore da 4.60-18"                                                                                      | anteriore da 3.00-21"; posteriore da 4.60-18"                                                                                      | anteriore da 3.00-21"; posteriore da 4.60-18"                                                                                      |
| Fonte dei dati: Motociclismo 11/1982            | | | | | |